# Manoir de Saint-Germain-d'Aunay
Le manoir de Saint-Germain-d'Aunay est une demeure de la fin du XVe siècle qui se dresse sur le territoire de la commune française de Saint-Germain-d'Aunay, dans le département de l'Orne, en région Normandie.
Le manoir est partiellement inscrit aux monuments historiques.

## Localisation
Le manoir est situé, dans la commune de Saint-Germain-d'Aunay au lieudit le Manoir,  dans le département français de l'Orne.

## Historique
L'édifice, daté de la fin du XVe siècle, a été construit, sur l'ancien fief des Vaux, par Guillaume de Mallevoüe. Il en subsiste un pavillon et l'échauguette.
L'édifice est détruit partiellement à la fin du XVIe siècle par les Ligueurs et la reconstruction se fait en colombages.
Des agrandissements et modifications ont lieu durant le XIXe siècle. L'abbé Breuil y travaille au début du XXe siècle. Gabriel Ruprich-Robert effectue des restaurations au début de ce siècle, et de nouvelles restaurations importantes y ont lieu au début des années 1980, à l'initiative de M. Robert de Saint-Hilaire et son épouse, née Mallevoüe.

## Description
Le manoir se présente sous la forme d'un pavillon en grès et silex appareillés en damier, et un logis en colombage reconstruit après le passage des Ligueurs, en 1589.

## Protection aux monuments historiques
Les façades et toitures du pavillon sont inscrites au titre des monuments historiques par arrêté du 17 juillet 1992.